# Sicyonia carinata
Sicyonia carinata is een tienpotigensoort uit de familie van de Sicyoniidae. De wetenschappelijke naam van de soort is voor het eerst geldig gepubliceerd in 1768 door Brünnich.